# Jacek Hołub
Jacek Hołub (ur. 17 lutego 1972 w Bydgoszczy) – polski dziennikarz, autor książek, bloger, rzecznik Towarzystwa „J-elita”, współpracownik portalu Niepelnosprawni.pl, i magazynu „Integracja”. W latach 2002–2015 pracownik „Gazety Wyborczej".

## Życiorys
Absolwent Uniwersytetu Mikołaja Kopernika w Toruniu – politologia, specjalizacja doradztwo polityczne i medialne oraz studiów podyplomowych z public relations w warszawskiej Szkole Głównej Handlowej.
Pierwsze kroki w mediach stawiał w 1994 jako reporter bydgoskiego Radia Vox i współpracownik „Ilustrowanego Kuriera Polskiego”. W latach 1997–2001 dyrektor biura senatorskiego prof. Macieja Świątkowskiego (AWS) w Bydgoszczy, od 1999 do 2003 członek rady programowej Polskiego Radia PiK w Bydgoszczy. Uczestnik programów publicystycznych w TVP Bydgoszcz i TV Toruń.
Od 2002 do 2015 dziennikarz toruńskiej, a potem warszawskiej redakcji „Gazety Wyborczej”, autor ponad 300 tekstów (informacyjnych, publicystycznych i wywiadów) w ogólnopolskim wydaniu „Gazety Wyborczej”, publikuje w portalu Wyborcza.pl.
Laureat Nagrody Ostrego Pióra 2005 Business Centre Club za propagowanie w swojej pracy zawodowej zasad przedsiębiorczości, wspierania idei wolnego rynku i szerzenie edukacji ekonomicznej. Zdobywca II miejsca w konkursie Bloger 2009 Roku,  wybór internautów w kategorii „Polityka”.
Prowadził blog internetowy o nazwie Głos Rydzyka, przedstawiający krytyczną i żartobliwą ocenę wydarzeń emitowanych na antenie Radia Maryja i TV Trwam. W 2013 wydał wspólnie z Piotrem Głuchowskim biografię ojca Tadeusza Rydzyka „Ojciec Tadeusz Rydzyk. Imperator”. W 2018 wydał w Wydawnictwie Czarne książkę Żeby umarło przede mną. Opowieści matek niepełnosprawnych dzieci.